# Теорема Круля — Акідзукі
В комутативній алгебрі теорема Круля — Акідзукі стверджує: нехай A є одновимірним редукованим нетеровим кільцем (комутативним з одиницею), K його повним кільцем часток. Якщо L є скінченним розширенням K і є редукованим кільцем то будь-яке підкільце {\displaystyle B\subset L,} що містить A є нетеровим кільцем розмірності 0 або 1. Якщо також в L як K-модулі є скінченна породжуюча множина, що містить 1 і для деякого елемента {\displaystyle x_{i}} з цієї множини  {\displaystyle L=a_{i}K\oplus L',} де L'  — підмодуль породжений іншими елементами породжуючої множини, то для кожного ненульового ідеала I в кільці B, {\displaystyle B/I} є модулем скінченної довжини над A. Остання умова зокрема виконується якщо L є вільним K-модулем базис якого містить 1.
Важливим частковим випадком є коли A є нетеровою областю цілісності, K її полем часток, а L — скінченним розширенням полів. Тоді B має розмірність 0 тоді і тільки тоді коли воно є полем.
Наслідком теореми є те, що ціле замикання кільця Дедекінда A у скінченному розширенні його поля часток теж є кільцем Дедекінда.

## Доведення
Теорему можна звести до випадку {\displaystyle L=K}. Нехай {\displaystyle 1=x_{1},x_{2},\ldots ,x_{n}} — скінченна породжуюча множина L як K-модуля, яка задовольняє додаткову умову теореми, якщо це можливо. Добуток неодиничних елементів цієї множини матиме вигляд {\displaystyle x_{i}x_{j}=\sum _{k=1}^{n}{\frac {d_{k}}{p_{ijk}}}x_{k}} де всі {\displaystyle d_{k},p_{ijk}\in A} і {\displaystyle p_{ijk}} не будуть дільниками нуля. Позначивши p добуток {\displaystyle p_{ijk}} то в породжуючій множині всі елементи {\displaystyle x_{i}} можна замінити на {\displaystyle px_{i}.} Тоді в записі добутків через суму всі коефіцієнти будуть належати A. Також при заміні додаткові умови теореми виконуються.
При вказаному виборі породжуючої множини A-підмодуль {\displaystyle A'=\sum _{i=1}^{n}x_{i}A} і B-підмодуль {\displaystyle B'=\sum _{i=1}^{n}x_{i}B} будуть підкільцями L і скінченними розширеннями кілець A і B відповідно. Оскільки L є редукованим кільцем такими ж є і A'  і B' . 
Також L є повним кільцем часток для A' . Дійсно кожен елемент L можна записати як частку елемента A'  і не дільника нуля з A. Тож L є локалізацією кільця A' . Також кожен не дільник нуля з A'  є оборотним елементом елемент L, що і доводить твердження.
Як скінченне (а тому і ціле) розширення A кільце A'  є нетерівським розмірності 1. Також B буде нетеровим тоді і лише тоді коли таким буде B'  і розмірності збігаються.
Якщо породжувальні елементи задовольняють вказану в твердженні умову, то з того, що для довільного ненульового ідеала I кільця B'  фактор-кільце B' /I є A' -модулем скінченної довжини, таке ж твердження випливає для A і B. Дійсно нехай I — ненульовий підмодуль B і {\displaystyle J_{k}} — деяка спадна чи зростаюча послідовність A-підмодулів кільця B/I. За умовою для деякого елемента {\displaystyle x_{i}}всі елементи виду {\displaystyle x_{i}I} не можна записати як лінійну комбінацію інших породжувальних елементів. Далі елементи виду {\displaystyle \sum _{j=1}^{n}x_{j}I} утворюють ідеал I'  у B'  перетин якого з {\displaystyle x_{i}B} є рівним {\displaystyle x_{i}I.} Фактор-кільце за цим ідеалом є рівне {\displaystyle \sum _{j=1}^{n}x_{j}B/I} і знову ж елементи {\displaystyle x_{i}B/I} не є лінійними комбінаціями інших елементів породжуючої множини. Також  {\displaystyle \sum _{j=1}^{n}x_{j}J_{k}} будуть A' -підмодулями кільця B' /I' . До того ж всі ці модулі різні, бо всі {\displaystyle x_{i}J_{k}} є різними і ці елементи не виражаються лінійно через інші породжувальні. Звідси B' /I'  не має скінченної довжини як A' -модуль, що призводить до суперечності.
Отож достатньо довести теорему коли {\displaystyle L=K}. Кільце L є очевидно редукованим. До того ж у цьому випадку розмірність є рівною 0 тоді і лише тоді коли {\displaystyle B=K}. Доведення зводиться до випадку коли A є областю цілісності.
Нехай {\displaystyle {\mathfrak {p}}_{i}} є мінімальними простими ідеалами кільця A. Оскільки A є нетеровим їх є скінченна кількість. Нехай {\displaystyle K_{i}} позначають поля часток {\displaystyle A/{{\mathfrak {p}}_{i}}} і {\displaystyle I_{i}} — ядра відображень {\displaystyle B\to K\to K_{i}}. Тоді:
{\displaystyle A/{{\mathfrak {p}}_{i}}\subseteq B/{I_{i}}\subseteq K_{i}}.
Якщо твердження теореми виконується коли A є областю цілісності, то всі {\displaystyle B/{I_{i}}} є нетеровими областями і розмірність {\displaystyle B/{I_{i}}} є рівною 0 у випадку {\displaystyle B/{I_{i}}=K_{i}} і 1 в іншому випадку. Звідси очевидно, що і розмірність B є рівною 0 або 1, до того ж нулю лише тоді коли B = K. Оскільки {\displaystyle \cap J_{i}=0} то кільце є нетеровим.
Отож доведення зрештою звелося до випадку коли A є областю цілісності. Нехай {\displaystyle 0\neq I\subset B} є ідеалом і a ненульовий елемент у {\displaystyle I\cap A}. Нехай {\displaystyle I_{n}=a^{n}B\cap A+aA}. Ці ідеали утворюють спадну послідовність у артиновому кільці {\displaystyle A/aA} і тому існує ціле число l таке, що {\displaystyle I_{n}=I_{l}} для всіх {\displaystyle n\geq l}. 
Далі доведемо
{\displaystyle a^{l}B\subset a^{l+1}B+A.}
Твердження достатньо довести для всіх максимальних ідеалів кільця, тож можна вважати A локальним кільцем з максимальним ідеалом {\displaystyle {\mathfrak {m}}}. Якщо a є оборотним елементом, то твердження очевидне, тож нехай a належить максимальному ідеалу.
Якщо x = b/c є ненульовим елементом у B то з того, що A є нетеровим локальним кільцем розмірності 1 випливає, що cA є {\displaystyle {\mathfrak {m}}}-примарним ідеалом і тому існує n для якого {\displaystyle {\mathfrak {m}}^{n+1}\subset cA\subset x^{-1}A,}  зокрема {\displaystyle a^{n+1}x\in R.} Тому {\displaystyle a^{n+1}x\in a^{n+1}B\cap \subset I_{n+2}}. Звідси,
{\displaystyle a^{n}x\in a^{n+1}B\cap +A.}
Нехай тепер n є мінімальним цілим числом {\displaystyle n\geq l} для якого виконується останнє твердження. Якщо {\displaystyle n>l} то: 
{\displaystyle a^{n}x\in (a^{n+1}B+A)\cap a^{n}A=a^{n+1}B+a^{n}B\cap A\subseteq a^{n+1}B+a^{n+1}B\cap A+aA=I_{n+1}.}
Але звідси твердження також виконується для {\displaystyle n-1}, що суперечить мінімальності. Тому {\displaystyle n=l} і це доводить твердження. 
Тепер маємо:
{\displaystyle B/{aB}\simeq a^{l}B/a^{l+1}B\subset (a^{l+1}B+A)/a^{l+1}B\simeq A/{a^{l+1}B\cap A}.}
Тому {\displaystyle B/{aB}} і звідси також {\displaystyle I/{aB}} є A-модулем скінченної довжини. Оскільки довжина {\displaystyle I/{aB}} як B-модуля є не більшою, ніж його довжина як A-модуля, то ця довжина є скінченною, а тому цей модуль і також I є скінченнопородженим. Тому B є нетерівським. Окрім того {\displaystyle B/{aB}} має скінченну довжину як B-модуль, а тому є артіновим кільцем, тобто має розмірність 0. Звідси B має розмірність 1.